# Kierra Sheard
Kierra Valencia Sheard (Detroit, 20 giugno 1987) è una cantautrice e attrice statunitense.

## Biografia
Figlia della cantante Karen Clark Sheard, Kierra ha firmato il suo primo contratto discografico con la EMI Gospel nel 2003. Nel 2004 ha pubblicato il suo album di debutto I Owe You. Nel corso dei decenni successivi ha collezionato cinque album numero uno nella Top Gospel Albums, redatta da Billboard, e tre numero uno nella classifica radiofonica gospel statunitense. Tra il 2006 e il 2021 ha ricevuto tre candidature ai Grammy Awards. Nel 2021 è stata in lizza per due NAACP Image Awards.
Nel 2020 ha interpretato la madre Karen nel film per Lifetime The Clark Sisters: First Ladies of Gospel, dedicato all'omonimo gruppo musicale.

## Discografia

### Album in studio
- 2004 – I Owe You
- 2006 – This Is Me
- 2008 – Bold Right Life
- 2011 – Free
- 2014 – Graceland
- 2020 – Kierra

### Album di remix
- 2005 – Just Until...

### Raccolte
- 2009 – KiKi's Mixtape
- 2010 – Power Play: 6 Big Hits
- 2011 – My Kierra Sheard Playlist
- 2016 – Icon

### EP
- 2006 – This Is Me
- 2015 – LED
- 2018 – A Karew Family Christmas

### Singoli

#### Come artista principale
- 2004 – You Don't Know
- 2004 – Let Go
- 2006 – Why Me?
- 2008 – Won't Hold Back
- 2008 – Praise Him Now
- 2009 – Love like Crazy
- 2011 – Mighty (feat. BRL)
- 2011 – You Are (feat. BRL)
- 2011 – Indescribable (feat. BRL)
- 2013 – Trumpets Blow
- 2014 – 2nd Win
- 2015 – Flaws
- 2019 – Don't Judge Me
- 2020 – It Keeps Happening
- 2020 – Something Has to Break (feat. Tasha Cobbs Leonard)

#### Come artista ospite
- 2003 – You Loved Me (Karen Clark Sheard feat. Kierra "Kiki" Sheard)
- 2009 – God in Me (Mary Mary feat. Kierra Sheard)
- 2016 – Hang On (GEI feat. Kierra Sheard)

## Filmografia

### Cinema
- Preacher's Kid, regia di Stan Foster (2010)
- Blessed & Cursed, regia di Joel Kapity (2010)

### Televisione
- The Love You Save - film TV (2011)
- The Clark Sisters: First Ladies of Gospel – film TV (2020)